# Komitat Ung
Das Komitat Ung (ungarisch Ung vármegye, slowakisch Užská župa/stolica oder Užský komitát, lateinisch comitatus Unghensis) war eine Verwaltungseinheit im Nordosten des Königreichs Ungarn. Verwaltungssitz war Ungvár.
Das Gebiet liegt heute zu 1/3 in der Ostslowakei und zu 2/3 in der Westukraine (in der heutigen Oblast Transkarpatien).

## Lage

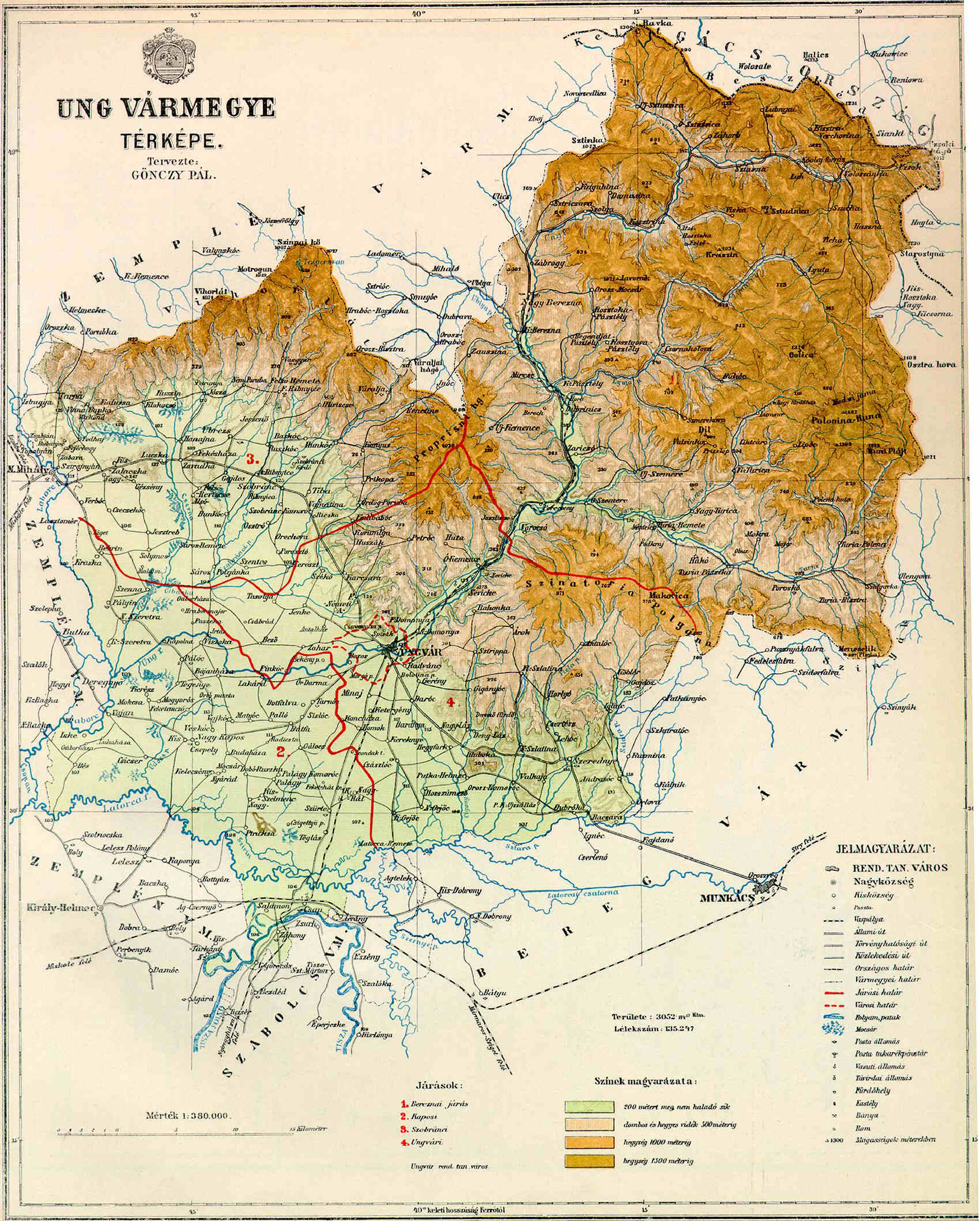
Karte des Komitats Ung um 1890

Das Komitat grenzte im Norden an das österreichische Kronland Galizien (bzw. vor 1772 an Polen), im Osten und Südosten an das Komitat Bereg, auf einem kleinen Stück im Süden an das Komitat Szabolcs und im Westen an das Komitat Zemplén.
Es lag zwischen dem Gebirgszug der Karpaten im Norden, den Flüssen Theiß und Latorica im Süden und dem Fluss Laborec im Westen.
Das Gebiet wurde von den Flüssen Latorca (Latorica) und Ung (daher der Name des Komitats) durchflossen und zählte 1910 162.089 Einwohner auf einer Fläche von 3230 km².

## Verwaltungssitze
Der Verwaltungssitz des Komitats war ursprünglich auf der Ungburg, später dann die Stadt Ungvár (jetzt Uschhorod (Ужгород) in der Ukraine).

## Geschichte
Das Komitat Ung ist eines der älteren im Königreich Ungarn; es entstand im 11. Jahrhundert. Im 16. und 17. Jahrhundert war das Gebiet mehrmals vorübergehend Bestandteil Siebenbürgens (vor allem 1547–1551, um 1600, 1622–1629 (siehe Gabriel Bethlen) und kurz nach 1645).
Ende 1918 wurde das Gebiet durch tschechoslowakische Truppen besetzt und kam durch den Vertrag von Trianon 1920 zur Tschechoslowakei, lediglich die Stadt Záhony und deren Umland verblieben bei Ungarn im neu gebildeten Komitat Szabolcs-Ung.
Infolge des Ersten Wiener Schiedsspruchs kam das Gebiet 1938 bis auf einen kleinen Teil im Westen erneut zu Ungarn. Das Komitat Ung wurde wiedererrichtet, bekam aber noch einige Gebietsteile des bis 1918 bestehenden Komitats Zemplén hinzu.
Nach dem Ende des Zweiten Weltkriegs kam der größte Teil des Gebietes zur Sowjetunion (Ukrainische SSR, Oblast Transkarpatien), der westlichste Teil wurde wieder Teil der Tschechoslowakei. Nach dem Zerfall der Sowjetunion 1991 wurde die Oblast Transkarpatien Teil der Ukraine. Nachdem sich 1993 auch die Tschechoslowakei aufgelöst hatte und der tschechoslowakische Gebietsteil nun zur Slowakei gekommen war, wurde er 1996 Teil des Košický kraj.
Das Gebiet des Komitats wurde in der Tschechoslowakei bzw. Slowakei chronologisch wie folgt administrativ eingegliedert:
- 1918–1922: Zemplínska župa (Zempliner Gespanschaft; in der Slowakei) + Užská župa (Gespanschaft Ung; in Karpatenrussland), CS
- 1923–1928: Košická župa (Kaschauer Gespanschaft; in der Slowakei) + Užská župa (Gespanschaft Ung; in Karpatenrussland), CS
- 1928–1939: Slovenská krajina/zem (Slowakisches Land) + Podkarpatoruská zem (Subkarpatisches Land), CS
- 1940–1945: Šarišsko-zemplínska župa (Scharosch-Zempliner Gespanschaft), SK
- 1945–1948: Slovenská krajina (Slowakisches Land), CS
- 1949–1960: Prešovský kraj (Prešover Landschaftsverband) + Košický kraj (Kaschauer Landschaftsverband) – mit den heutigen nicht zu verwechseln, CS
- 1960–1990: Východoslovenský kraj (Ostslowakischer Landschaftsverband), CS
- seit 1996: Košický kraj (Kaschauer Landschaftsverband),  SK

## Bezirksunterteilung

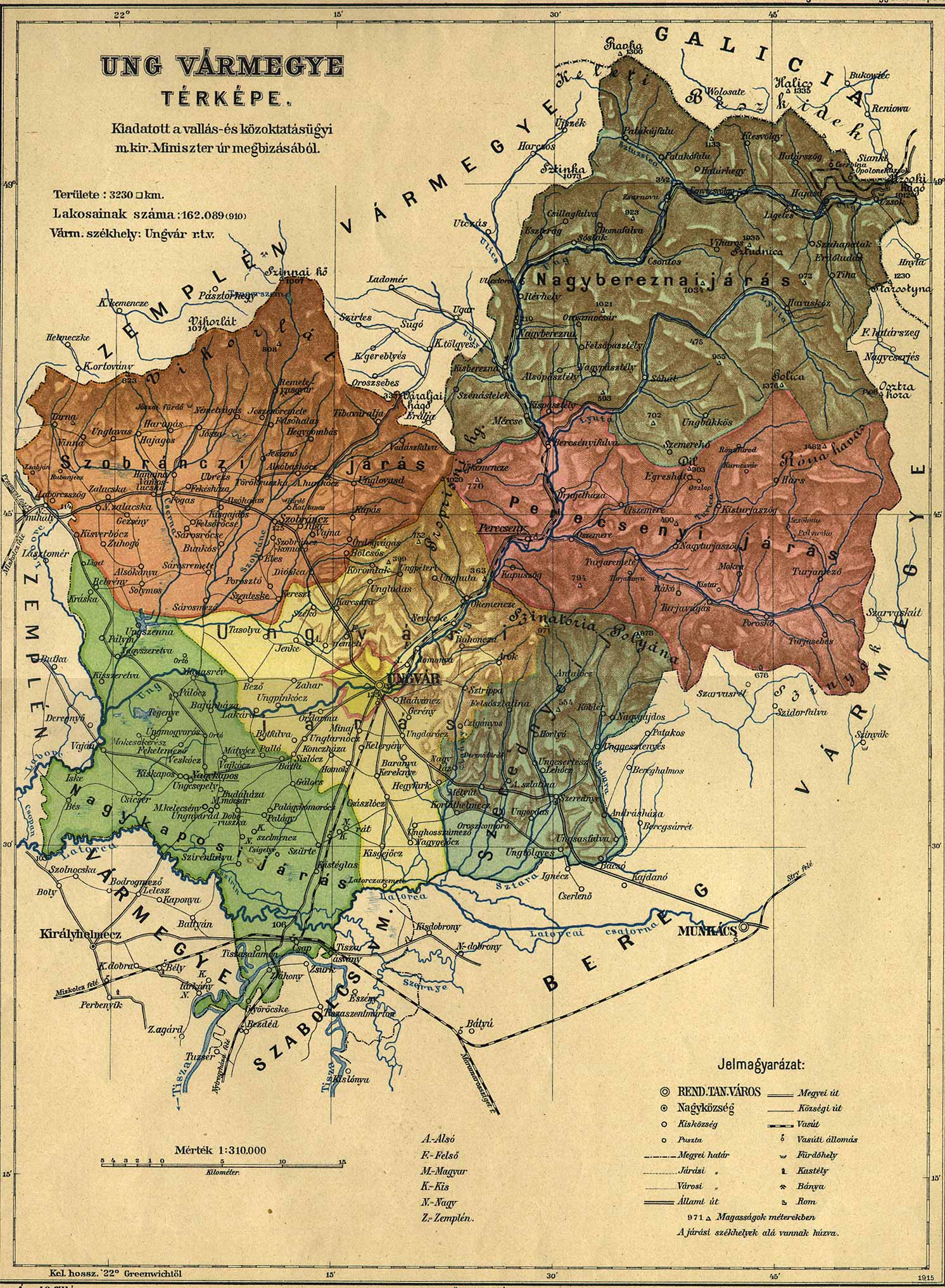
Administrative Karte

Im frühen 20. Jahrhundert bestanden folgende Stuhlbezirke (nach dem Namen des Verwaltungssitzes benannt):
| Stuhlbezirke (járások)                | Stuhlbezirke (járások)                               |
| Stuhlbezirk                           | Verwaltungssitz                                      |
| ------------------------------------- | ---------------------------------------------------- |
| Ungvár                                | Ungvár, heute Ужгород/Uschhorod                      |
| Nagykapos                             | Nagykapos, heute Veľké Kapušany                      |
| Szobránc                              | Szobránc, heute Sobrance                             |
| Nagyberezna                           | Nagyberezna, heute Великий Березний/Welykyj Beresnyj |
| Perecseny                             | Perecseny, heute Перечин/Peretschyn                  |
| Szerednye                             | Szerednye, heute Середнє/Serednje                    |
| Stadtbezirk (rendezett tanácsú város) |                                                      |
| Ungvár, heute Ужгород/Uschhorod       |                                                      |

Die Städte Veľké Kapušany und Sobrance liegen in der heutigen Ostslowakei, alle anderen in der Ukraine.